# HD40062
HD40062 — хімічно пекулярна зоря спектрального класу
A3 й має  видиму зоряну величину в смузі V приблизно  6,4.
Вона  розташована на відстані близько 341,9 світлових років від Сонця.

## Фізичні характеристики
Зоря HD40062 обертається 
досить швидко 
навколо своєї осі. Проєкція її екваторіальної швидкості на промінь зору становить  Vsin(i)= 96км/сек.